# Medardo González Peña
El general Medardo González Peña (Saltillo, Coahuila; 29 de junio de 1886 - Torreón, Coahuila; 1 de noviembre de 1951), fue un militar mexicano que participó en la Revolución mexicana.

## Biografía
Nació en la Hacienda de Peña propiedad de su familia materna (conocido también como Rancho de Peña), cercano a Saltillo, Coahuila, el 29 de junio de 1886; fue hijo primogénito de Miguel González González y de María de la Peña Siller. Abuelos paternos Leandro González Cárdenas y Ana María González Escobedo.  Abuelos maternos José de los Santos de Jesús de la Peña Rodríguez y Juana Siller y Valdés.  Familiar tanto por lo Escobedo como por lo de la Peña, del ilustre y famoso General Mariano Escobedo de la Peña.  Estudió la primaria y la secundaria en el antiguo Colegio Jesuita de San Juan en Saltillo, Coah. y luego se dedicó al comercio, tuvo una farmacia donde se preparaban fórmulas. Simpatizó con el maderismo, al grado de ocupar la Jefatura de la Policía de Saltillo durante la gubernatura de Venustiano Carranza y puso a disposición de Don Venustiano Carranza las primeras armas para la lucha armada.

## Constitucionalismo
Fue de los primeros en alzarse contra Victoriano Huerta, pues el mismo día 19 de febrero se apropió de una buena cantidad de armas y parque del Palacio de gobierno y se las entregó a Carranza para que comenzara la lucha; dicha acción le valió entrar al Ejército Constitucionalista, como Capitán primero, a las órdenes del general Ildefonso Pérez, jefe del Regimiento Acuña, que sostuvo muchos hechos de armas en Coahuila; parece ser que también le valió una breve estancia en la penitenciaría estatal por órdenes de las autoridades huertistas. Al término de la lucha contra Huerta, ya con el grado de teniente coronel, permaneció fiel a Venustiano Carranza, a pesar de las presiones de su jefe Ildefonso Pérez, que se hizo convencionista. González Peña, también luchó contra los convencionistas-villistas de la zona de Coahuila y San Luis Potosí, en las fuerzas de la División del centro que comandaba el General Luis Gutiérrez Ortiz. Luego pasó a las órdenes del general Encarnación Aguilar y Frías. Al triunfo del constitucionalismo pasó a la Ciudad de México como jefe del 2.º. Cuerpo rural del Distrito Federal.

## Después de la Revolución
Después de la Revolución desempeñó numerosas comisiones militares. Entre otras, jefe de los almacenes generales de vestuario y equipo, jefe de la guarnición de la plaza de Durango, y luego de la de Culiacán, jefe de la oficina de Formación de hojas de servicios y jefe de Estado Mayor en varias zonas del país. Fue el creador de la iniciativa para la fundación de las escuelas “Hijos del Ejército”. Alcanzó el grado de general de brigada y murió en Torreón, retirado, el primero de noviembre de 1951.
- Datos: Q6008491